# 若宮八幡宮 (岡崎市)

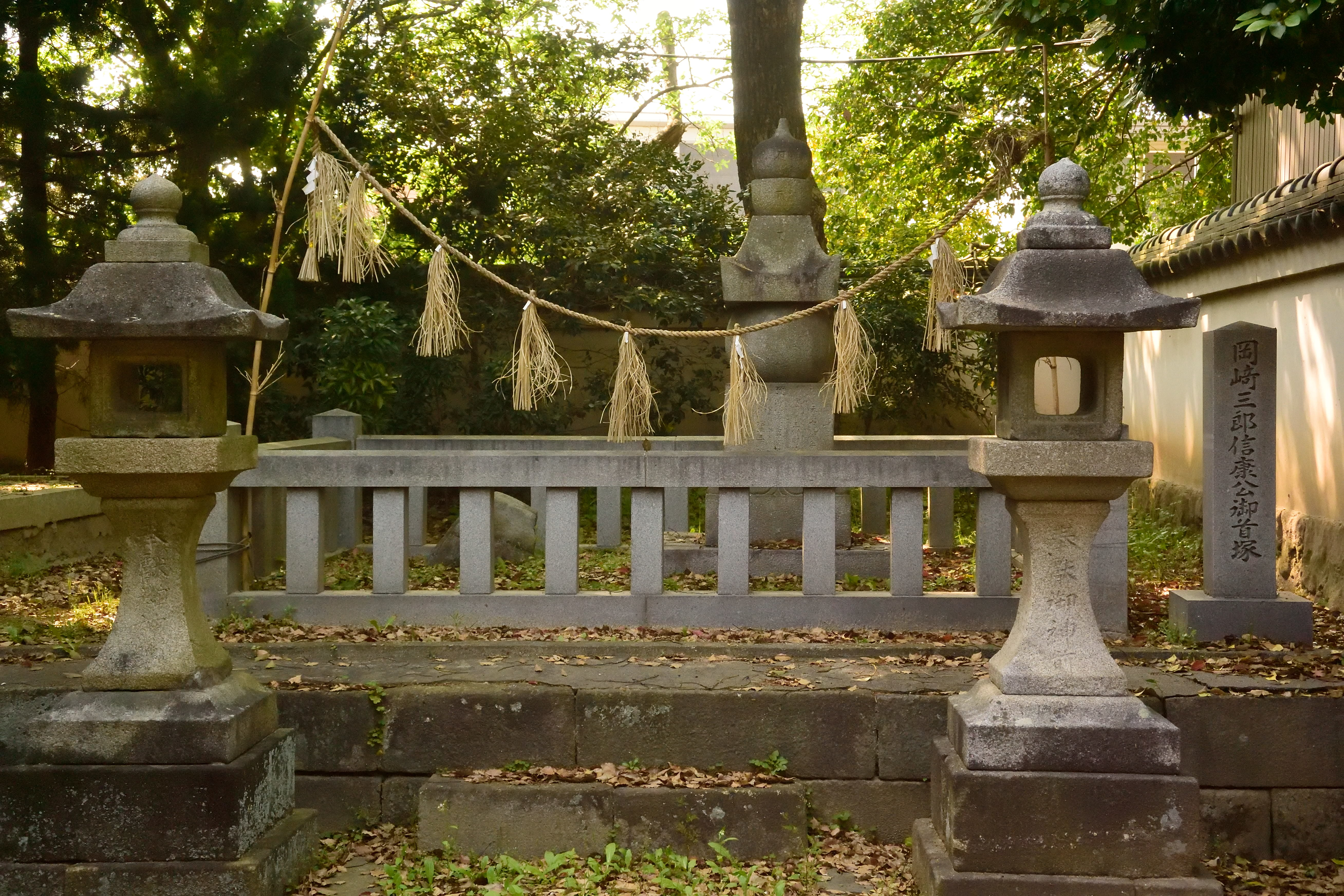
松平信康の首塚

若宮八幡宮（わかみやはちまんぐう）は、愛知県岡崎市朝日町にある神社である。

## 概要
天正7年（1579年）9月15日、岡崎城主であった松平信康は、織田信長より武田勝頼内通の疑いをかけられ二俣城で自刃させられる（母親の築山殿は8月29日、野中重政らによって殺害された）。首は信長の実検後に岡崎に返され、清水万五郎が徳川家康の命で、投村根石原（現在の朝日町）に埋め、印の松を植えたという。
信康の死後、岡崎場内には怪異現象が度重なったとされ、岡崎城代となった石川数正は天正8年（1580年）5月、供養塔の首塚を建てた。信康は若宮八幡宮として、母の築山御前は神明宮として祀られた。
明治維新後に観音堂が分離し、岡崎投町（現在の岡崎市朝日町）に移る。本殿横に信康の首塚がある。
1945年（昭和20年）7月20日の岡崎空襲により、土蔵を残して全焼。社殿は再建されたが旧観はない。